# آندره‌آ بورلا
آندره‌آ بورلا (ایتالیایی: Andrea Borella؛ زادهٔ ۲۳ ژوئن ۱۹۶۱) شمشیرباز اهل ایتالیا بود.
وی در مسابقات کشوری و بین‌المللی در مجموع برندهٔ ۱ مدال طلا شده‌است.